# Balázs Dzsudzsák
Pour les articles homonymes, voir Balázs.
Balázs Dzsudzsák est footballeur international hongrois qui évolue au poste d'ailier à le Debreceni VSC dans l'OTP Bank Liga, le Championnat de Hongrie.

## Biographie

### En Club

#### Debreceni VSC (2004-2008)
Dzsudzsák commence sa carrière au Debrecen VSC, club star du championnat hongrois, au poste d'ailier gauche où il évoluera 4 ans, de 2004 à 2008, jouant 48 matchs et marquant 14 buts.
Il remportera trois fois le championnat hongrois, deux fois la supercoupe de Hongrie et une fois la coupe de Hongrie.

#### PSV Eindhoven (2008-2011)
En 2008, il signe un contrat de cinq ans avec le club néerlandais du PSV Eindhoven. C'est au sein de ce club qu'il explosera aux yeux du grand public. Il évoluera au poste d'ailier gauche mais il suppléera également au poste de milieu offensif. Il restera trois ans au club, jouant 157 matchs et marquant 54 buts, entre 2008 à 2011.
Il remporte le championnat lors de la saison 2007-2008 ainsi que le Trophée Johan Cruyff en 2008.
En 2011, il quitte le club pour le championnat russe.

#### FK Anji Makhatchkala (2011-2012)
En 2011, il signe un contrat de quatre ans avec le nouveau riche du football russe et européen, l'Anji Makhatchkala. Il entre ainsi dans la nouvelle politique du club qui cherche sur le long terme à dominer le championnat russe en recrutant des joueurs de renommée continentale et mondiale (Roberto Carlos et Samuel Eto'o en sont les parfaits exemples). Malgré les espoirs fondés en lui, il ne parvient pas à s'imposer au sein du club. Il quitte le club en 2012, après seulement une saison et 8 matchs joués.

#### Dynamo Moscou (2012-2015)
Au mercato estival 2012, il signe, et ce malgré les intérêts de clubs occidentaux (le club français du LOSC s'était informé sur l'international hongrois), avec le Dynamo Moscou. Le contrat porte sur cinq ans, le transfert est évalué à 19 millions d'euros, ce qui fait de lui le joueur hongrois le plus cher.
En 2015, il quitte le club moscovite pour le championnat turque.

#### Bursaspor (2015-2016)
Le 17 août 2015, il s'engage avec le club turc de Bursaspor. Il restera seulement 1 saison dans le club turque.

#### Al-Wahda Club (2016-2018)
En 2016, il rejoint le Championnat des Émirats arabes unis (ADNOC Pro League) : Al-Wahda Club qui est basé à Abou Dabi.
Il restera au club 2 ans dans le club. Il quitte celui-ci pour le Al-Ittihad Kalba SC.

#### Al-Ittihad Kalba SC (2018-2020)
En 2018, il rejoint le Al-Ittihad Kalba SC qui se trouve dans la ville de Kalba aux Émirats arabes unis. Il restera dans le club aussi 2 ans.

#### Al-Aïn FC (2020)
En 2020, il rejoint pour seulement quelques mois le Al-Aïn FC qui est basé à Al-Aïn aussi aux Émirats arabes unis.

#### Debreceni VSC (depuis 2020)
En 2020, il quitte le club d'Al-Aïn (Championnat des Émirats arabes unis) pour retourner dans le club de ses débuts le Debreceni VSC qui évolue dans le Championnat de Hongrie (OTP Bank Liga).
Il a signé un contrat jusqu'en juin 2022.

### Equipe nationale
Il est appelé pour la 1ère fois dans l'équipe de Hongrie en 2007.
En 2016, il réussit avec ses coéquipiers à se qualifier pour un Championnat d'Europe, la première depuis 1972. Désigné capitaine lors de l'Euro 2016, il s'illustre en réalisant un doublé face au Portugal lors de la dernière journée des phases de groupes. Les hongrois atteindront les huitièmes de finale de la compétition en s'inclinant face à la Belgique sur le score lourd de 4-0. 

## Palmarès
Debrecen VSC
- Championnat de Hongrie
  - Champion (3) : 2005, 2006, 2007

- Coupe de Hongrie
  - Vainqueur (1) : 2008

- Supercoupe de Hongrie
  - Vainqueur (2) : 2006, 2007

 PSV Eindhoven
- Eredivisie
  - Vainqueur (1) : 2008

- Trophée Johan Cruyff
  - Vainqueur (1) : 2008

## Statistiques
| Saison    | Club              | Pays         | Championnat         | Coupes nationales | Coupes d’Europe    |
| --------- | ----------------- | ------------ | ------------------- | ----------------- | ------------------ |
| 2007-2008 | PSV Eindhoven     | Eredivisie   | 17 matchs / 3 buts  | -                 | 5 matchs           |
| 2008-2009 | PSV Eindhoven     | Eredivisie   | 32 matchs / 11 buts | 2 matchs          | 5 matchs           |
| 2009-2010 | PSV Eindhoven     | Eredivisie   | 32 matchs / 14 buts | 3 matchs / 1 but  | 12 matchs / 2 buts |
| 2010-2011 | PSV Eindhoven     | Eredivisie   | 33 matchs / 16 buts | 3 matchs / 1 but  | 13 matchs / 7 buts |
| 2011-2012 | Anji Makhatchkala | Premier-Liga | 8 matchs            | -                 | -                  |
| 2011-2012 | Dinamo Moscou     | Premier-Liga | 9 matchs            | 3 matchs          | -                  |
| 2012-2013 | Dinamo Moscou     | Premier-Liga | 27 matchs / 5 buts  | 1 match           | 4 matchs           |
| 2013-2014 | Dinamo Moscou     | Premier-Liga | 23 matchs / 1 but   | -                 |                    |
| 2014-2015 | Dinamo Moscou     | Premier-Liga | 29 match / 7 but    | 1 match           | 13 match           |
| 2015-2016 | Dinamo Moscou     | Premier-Liga | 1 match             |                   |                    |
| 2015-2016 | Bursaspor         | Super Lig    | 22 matchs 3 buts    | 2 matchs 1 but    |                    |
| 2016-2017 | Bursaspor         | Super Lig    |                     |                   |                    |